# Dumeng Giovanoli
Dumeng Giovanoli (ur. 23 stycznia 1941 w Sils Maria) – szwajcarski narciarz alpejski, dwukrotny medalista mistrzostw świata.

## Kariera
W zawodach Pucharu Świata zadebiutował 5 stycznia 1967 roku w Berchtesgaden, zajmując trzecie miejsce w slalomie. Tym samym już w debiucie zdobył pierwsze punkty oraz pierwszy raz stanął na podium. W zawodach tych wyprzedzili go jedynie Austriak Heinrich Messner i Farncuz Jules Melquiond. W kolejnych startach jeszcze 15 razy stawał na podium, odnosząc przy tym pięć zwycięstw: 14 stycznia 1968 roku w Wengen i 21 stycznia 1968 roku w Kitzbühel wygrywał slalomy, a 21 marca 1969 roku w Waterville Valley, 17 stycznia 1970 roku w Kitzbühel i 20 stycznia 1970 roku w Kranjskiej Gorze był najlepszy w gigantach. W klasyfikacji generalnej sezonu 1967/1968 zajął drugie miejsce, a w klasyfikacji slalomu był najlepszy. Ponadto w sezonie 1969/1970 zajął drugie miejsce w klasyfikacji giganta.
Wystartował na igrzyskach olimpijskich w Innsbrucku w 1964 roku, zajmując trzynaste miejsce w zjeździe. Na rozgrywanych dwa lata później mistrzostwach świata w Portillo zajął ósme miejsce w gigancie i szesnaste w slalomie. Podczas igrzysk olimpijskich w Grenoble w 1968 roku był czwarty w slalomie, przegrywając walkę o podium z Austriakiem Alfredem Mattem o 0,13 sekundy. Na tej samej imprezie zajął też siódme miejsce w gigancie i szesnaste w zjeździe. W nieolimpijskiej kombinacji, rozgrywanej w ramach mistrzostw świata zdobył srebrny medal. Na podium rozdzielił Francuza Jeana-Claude'a Killy'ego i Heinricha Messnera z Austrii. Brał też udział w mistrzostwach świata w Val Gardena w 1970 roku, zdobywając brązowy medal w gigancie. Wyprzedzili go jedynie dwaj Austriacy: Karl Schranz i Werner Bleiner. Zajął tam także szóste miejsce w slalomie.

## Osiągnięcia

### Igrzyska olimpijskie
| Miejsce | Dzień       | Rok  | Miejscowość | Konkurencja | Czas biegu | Strata | Zwycięzca         |
| ------- | ----------- | ---- | ----------- | ----------- | ---------- | ------ | ----------------- |
| 13.     | 31 stycznia | 1964 | Innsbruck   | Zjazd       | 2:18,16    | +3,00  | Egon Zimmermann   |
| 16.     | 9 lutego    | 1968 | Grenoble    | Zjazd       | 1:59,85    | +3,13  | Jean-Claude Killy |
| 7.      | 12 lutego   | 1968 | Grenoble    | Gigant      | 3:29,28    | +4,27  | Jean-Claude Killy |
| 4.      | 17 lutego   | 1968 | Grenoble    | Slalom      | 1:39,73    | +0,49  | Jean-Claude Killy |

### Mistrzostwa świata
| Miejsce | Dzień       | Rok  | Miejscowość | Konkurencja | Czas biegu | Strata     | Zwycięzca         |
| ------- | ----------- | ---- | ----------- | ----------- | ---------- | ---------- | ----------------- |
| 13.     | 31 stycznia | 1964 | Innsbruck   | Zjazd       | 2:18,16    | +3,00      | Egon Zimmermann   |
| 8.      | 10 sierpnia | 1966 | Portillo    | Gigant      | 3:19,42    | +4,71      | Guy Périllat      |
| 16.     | 14 sierpnia | 1966 | Portillo    | Slalom      | 1:41,56    | +4,02      | Carlo Senoner     |
| 16.     | 9 lutego    | 1968 | Grenoble    | Zjazd       | 1:59,85    | +3,13      | Jean-Claude Killy |
| 7.      | 12 lutego   | 1968 | Grenoble    | Gigant      | 3:29,28    | +4,27      | Jean-Claude Killy |
| 4.      | 17 lutego   | 1968 | Grenoble    | Slalom      | 1:39,73    | +0,49      | Jean-Claude Killy |
| 2.      | 17 lutego   | 1968 | Grenoble    | Kombinacja  | 0,00 pkt   | +32,98 pkt | Jean-Claude Killy |
| 6.      | 8 lutego    | 1970 | Val Gardena | Slalom      | 1:39,47    | +2,91      | Jean-Noël Augert  |
| 3.      | 10 lutego   | 1970 | Val Gardena | Gigant      | 4:19,19    | +1,96      | Karl Schranz      |

### Puchar Świata

#### Miejsca w klasyfikacji generalnej
- sezon 1966/1967: 10.
- sezon 1967/1968: 2.
- sezon 1968/1969: 9.
- sezon 1969/1970: 6.

#### Miejsca na podium
1. Berchtesgaden – 5 stycznia 1967 (slalom) – 3. miejsce
2. Franconia – 12 marca 1967 (gigant) – 3. miejsce
3. Bad Hindelang – 4 stycznia 1968 (gigant) – 3. miejsce
4. Wengen – 14 stycznia 1968 (slalom) – 1. miejsce
5. Kitzbühel – 21 stycznia 1968 (slalom) – 1. miejsce
6. Oslo – 24 lutego 1968 (gigant) – 2. miejsce
7. Oslo – 25 lutego 1968 (slalom) – 2. miejsce
8. Kitzbühel – 19 stycznia 1969 (slalom) – 3. miejsce
9. Mont-Sainte-Anne – 15 marca 1969 (gigant) – 2. miejsce
10. Waterville Valley – 21 marca 1969 (gigant) – 1. miejsce
11. Adelboden – 5 stycznia 1970 (gigant) – 3. miejsce
12. Wengen – 11 stycznia 1970 (slalom) – 2. miejsce
13. Kitzbühel – 17 stycznia 1970 (gigant) – 1. miejsce
14. Kranjska Gora – 20 stycznia 1970 (gigant) – 1. miejsce
15. Madonna di Campiglio – 29 stycznia 1970 (gigant) – 2. miejsce
16. Madonna di Campiglio – 30 stycznia 1970 (slalom) – 3. miejsce